# Gastrophryne carolinensis
Gastrophryne carolinensis е вид жаба от семейство Тесноусти жаби (Microhylidae). Възникнал е преди около 1,8 млн. години по времето на периода кватернер. Видът не е застрашен от изчезване.

## Разпространение
Разпространен е в САЩ (Алабама, Арканзас, Вирджиния, Джорджия, Луизиана, Мериленд, Мисисипи, Мисури, Оклахома, Северна Каролина, Тексас, Тенеси, Флорида и Южна Каролина). Внесен е в Бахамски острови и Кайманови острови.

## Описание
Продължителността им на живот е около 6,8 години. Популацията на вида е стабилна.